# Honda Life
Der Honda Life ist ein Kei-Car des japanischen Automobilherstellers Honda.

## Erste Generation (1971–1974)
Die erste Generation wurde als drei- und fünftürige Kombilimousine, als dreitüriger Kombi, fünftüriger Van, Step Van genannt, und zweitürigen Pick-up angeboten. Er wurde von einem 27 kW (36 PS) starken Zweizylindermotor mit 356 cm³ Hubraum angetrieben.

### Modellübersicht

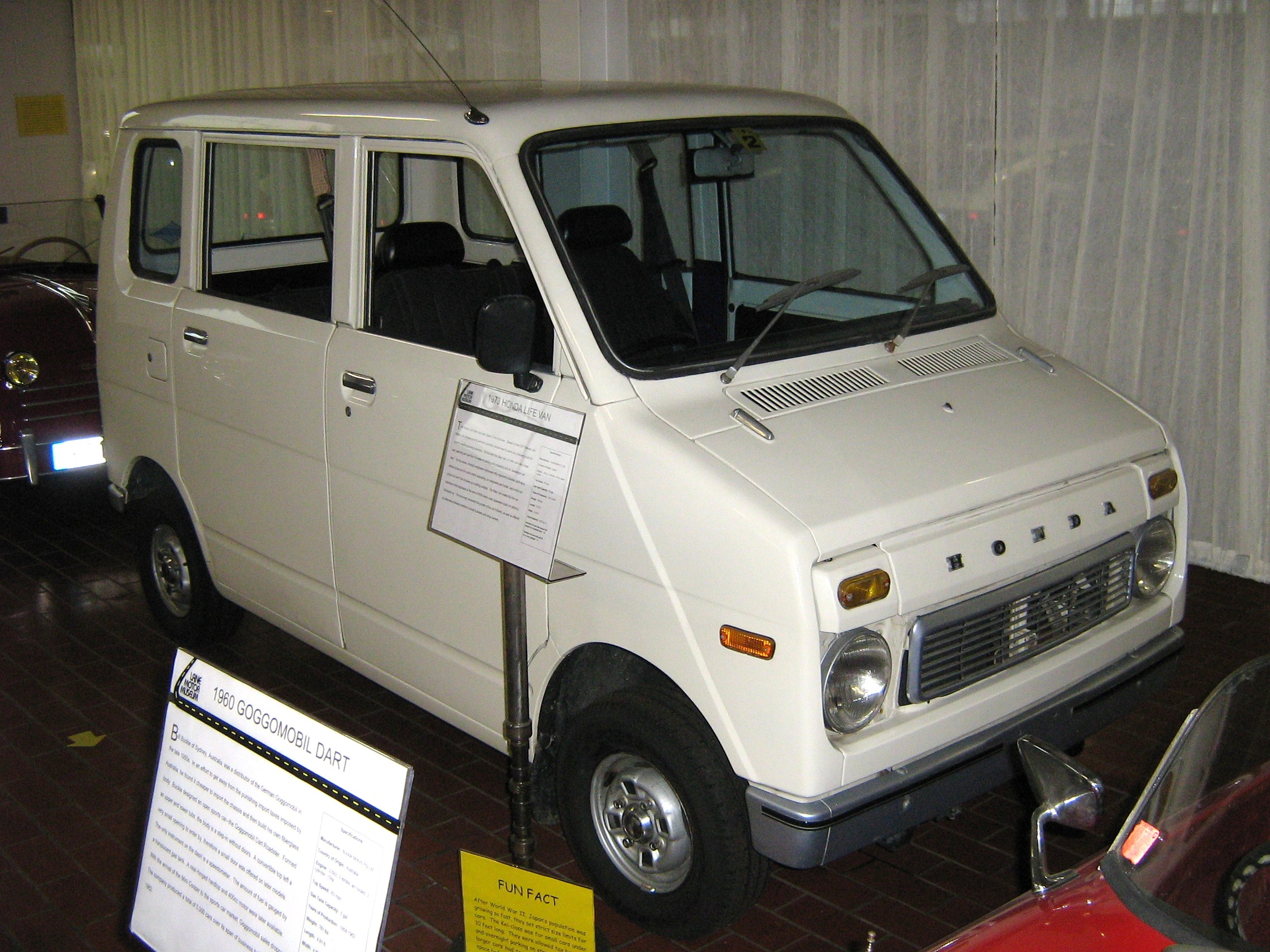
Honda Life Step Van (1973)
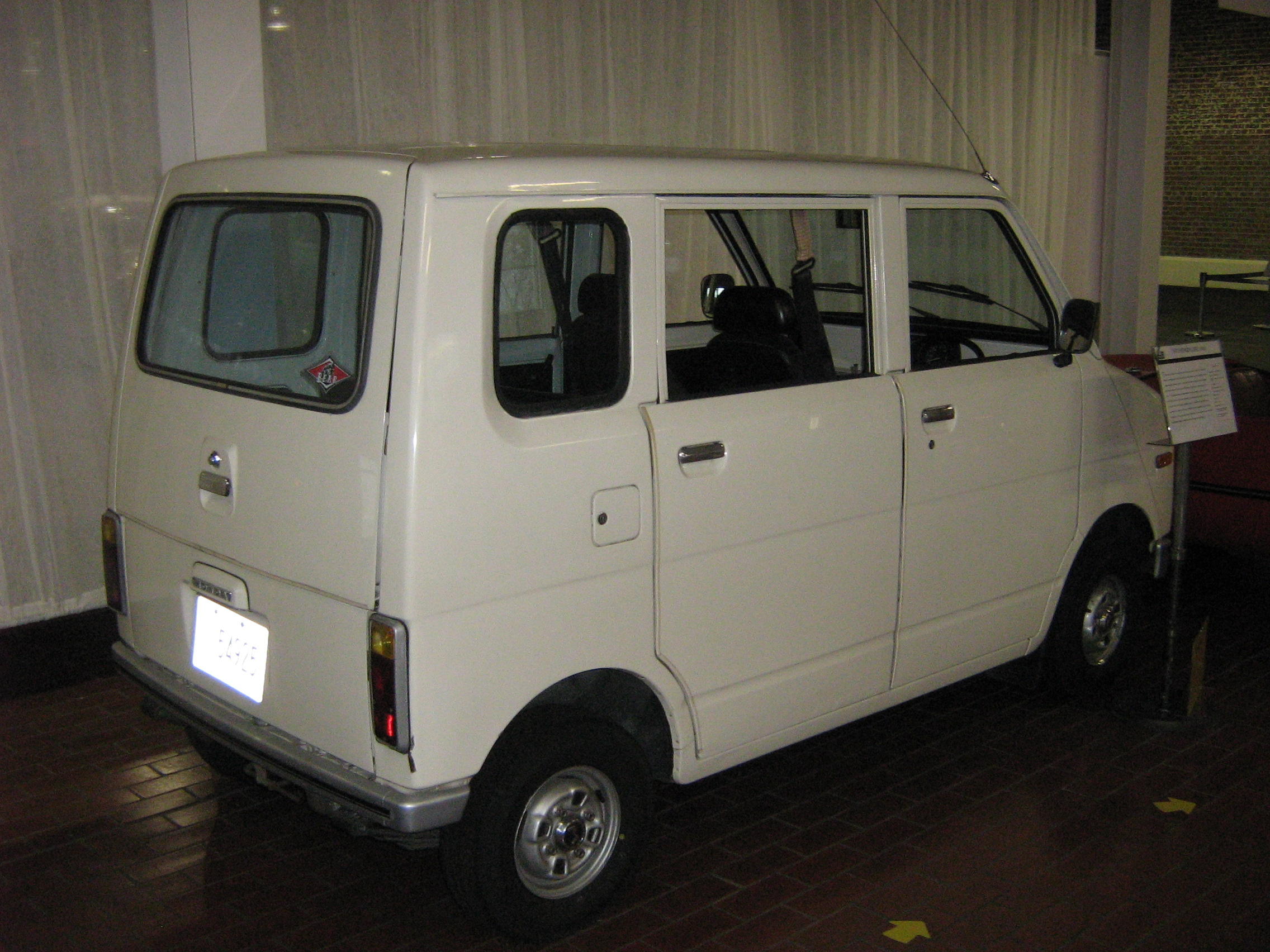
Honda Life Step Van (1973)
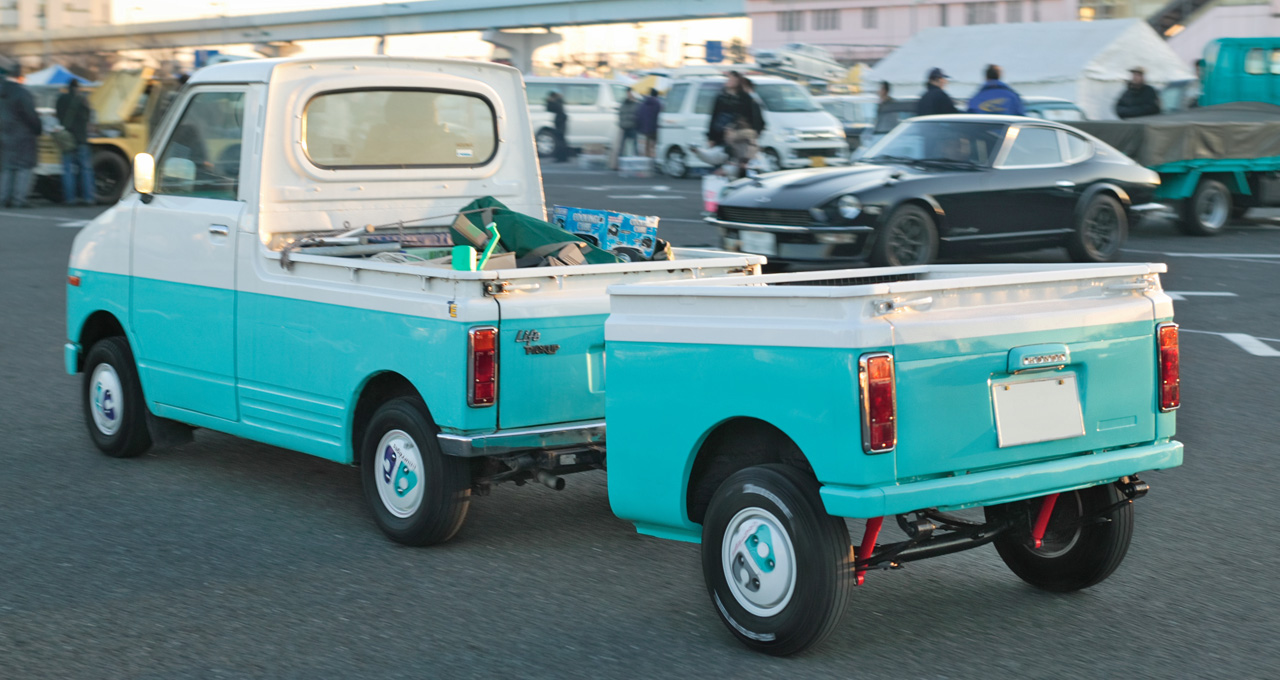
Honda Life Pick-up

## Zweite Generation (1997–1998)
1997 wurde der Name Life von Honda für ein komplett neues Modell wiederbelebt. Das neue Modell wurde von den Vorderrädern angetrieben und sah aus wie ein geschrumpfter Van, da dieses Design bei den Japanern sehr beliebt ist. Angetrieben wurde er von einem 3-Zylinder, weil in Japan die Steuereinstufungen so gelegt wurden, dass Modelle mit solchen kleinen Motoren begünstigt wurden. Man nennt sie Kei-Cars.

## Dritte Generation (1998–2003)

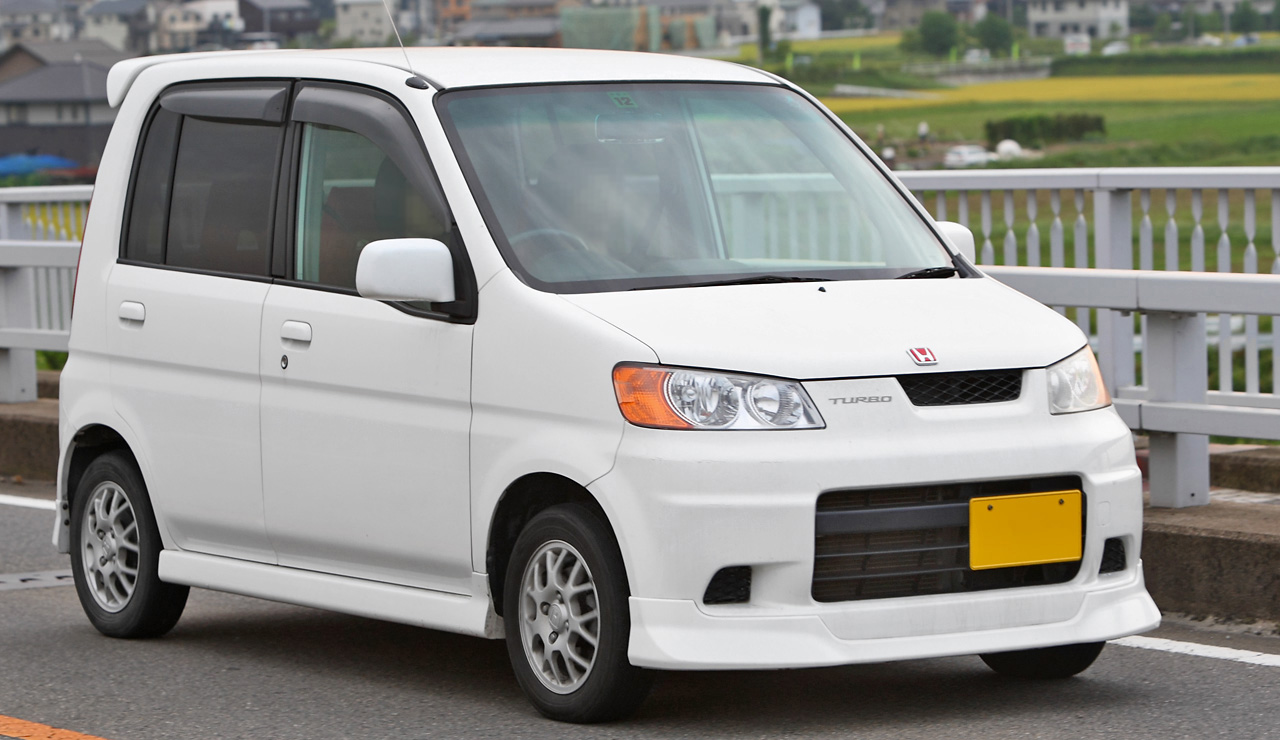
Honda Life Dunk von 2000

Die dritte Generation, die ab 1998 gebaut wurde, war größer als die zweite Generation. Die Länge des Wagens betrug exakt 3395 mm. Der Wagen musste unter 3,4 Metern gehalten werden, sonst zählte er nicht mehr als Kei-Car. 2000 wurde die 3. Generation gefaceliftet.
Im Dezember 2000 kam außerdem eine turboaufgeladene Version namens Life Dunk auf den Markt.

### Modellübersicht

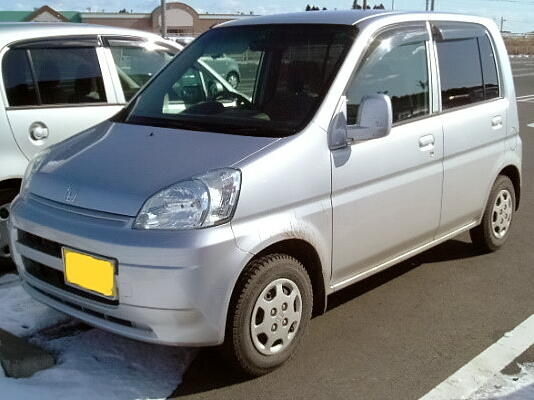
Honda Life von 2001 (nach dem Facelift)
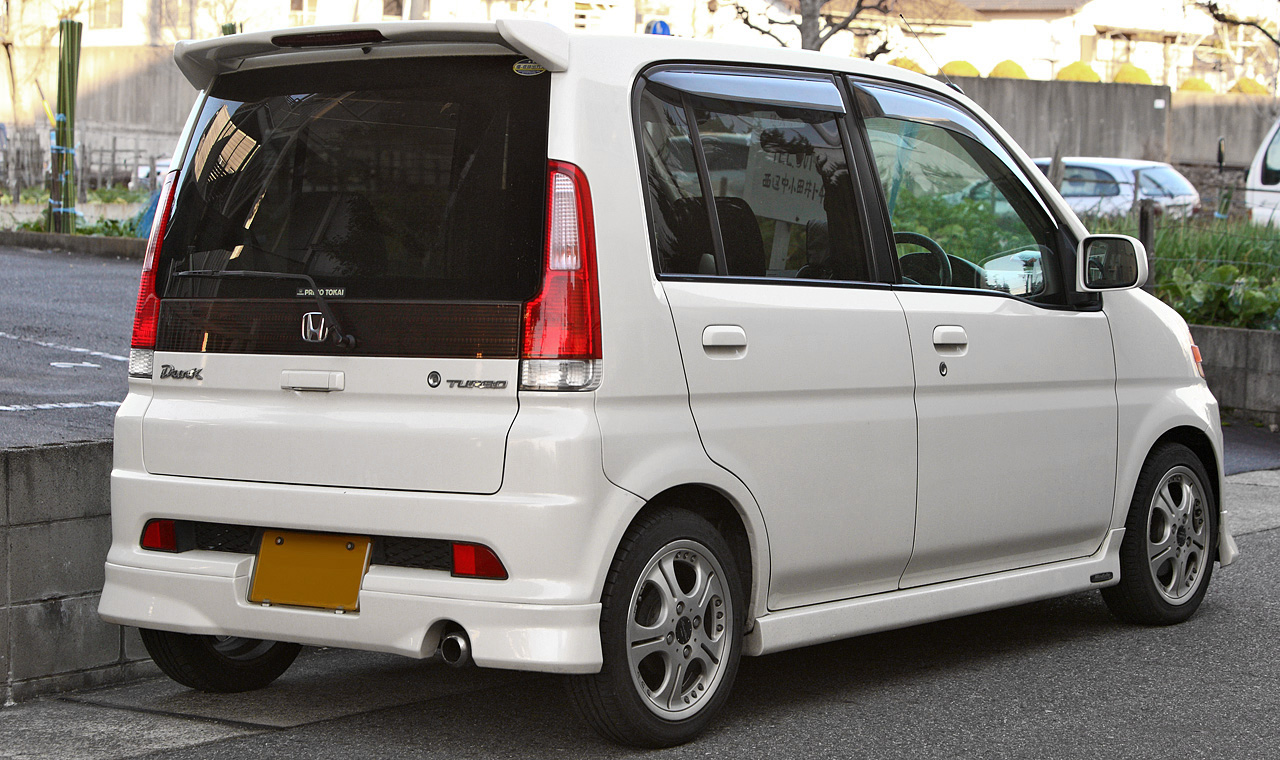
Das Heck eines Life Dunk von 2002

## Vierte Generation (2003–2008)

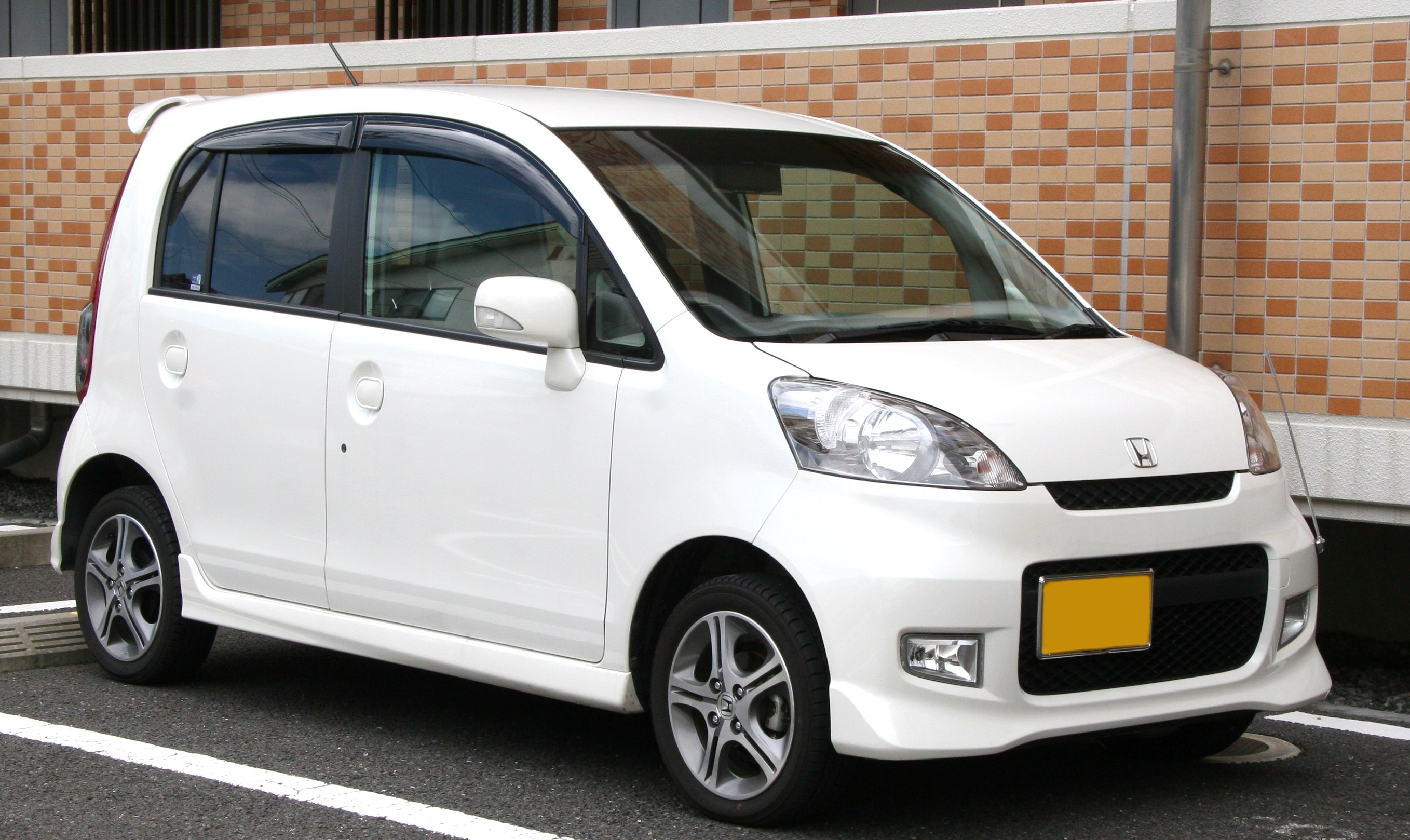
Honda Life Diva von 2006

2003 kam die vierte Generation des Life aus den japanischen Markt. Nun wurde er von einem 660 cm³ starken 3-Zylinder angetrieben. Ein optionaler Turbolader, eine 4-Gang-Automatik und ein Allradantrieb waren ebenfalls erhältlich.
2005 kam der Life Diva auf den Markt, eine spezielle Version mit aerodynamischem Bodykit, sowie Alufelgen.

### Modellübersicht

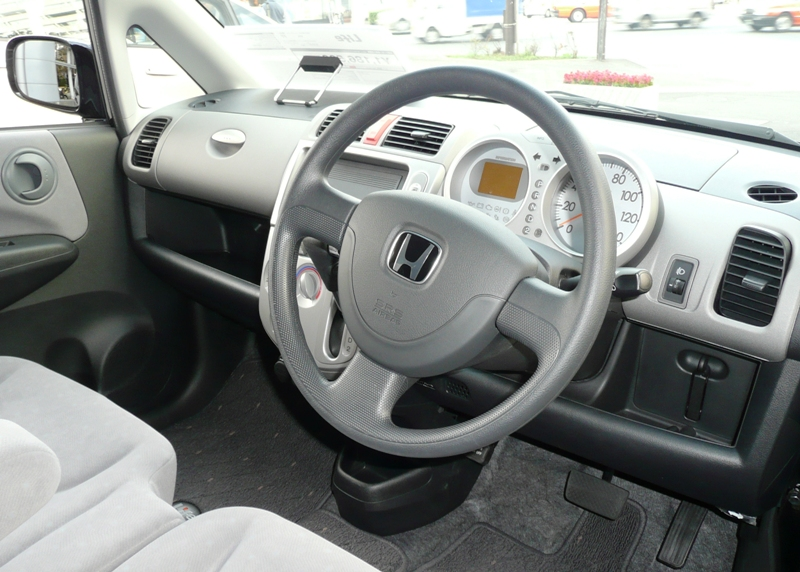
Der Innenraum eines Life Diva von 2005
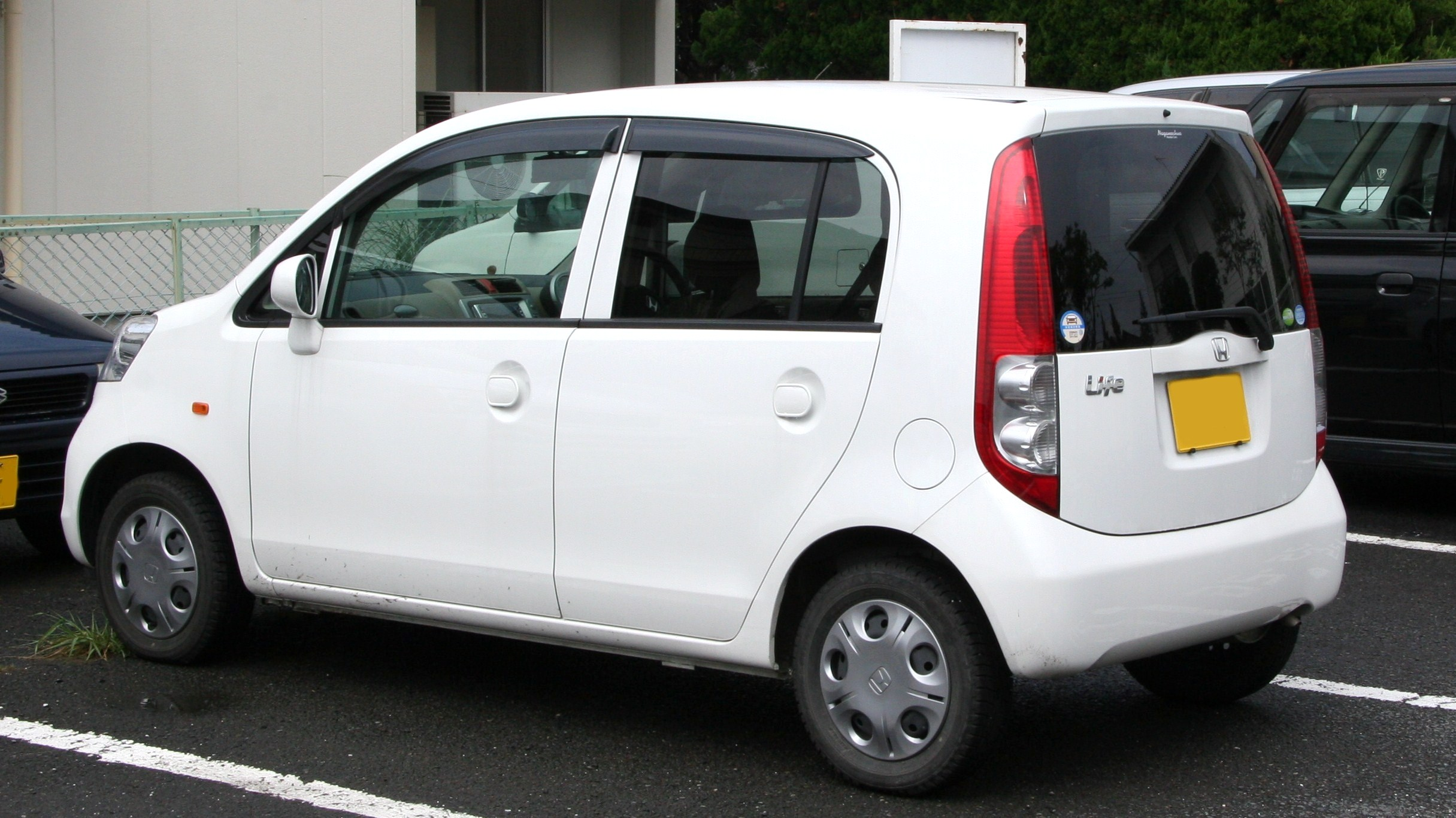
Das Heck eines Honda Life von 2006
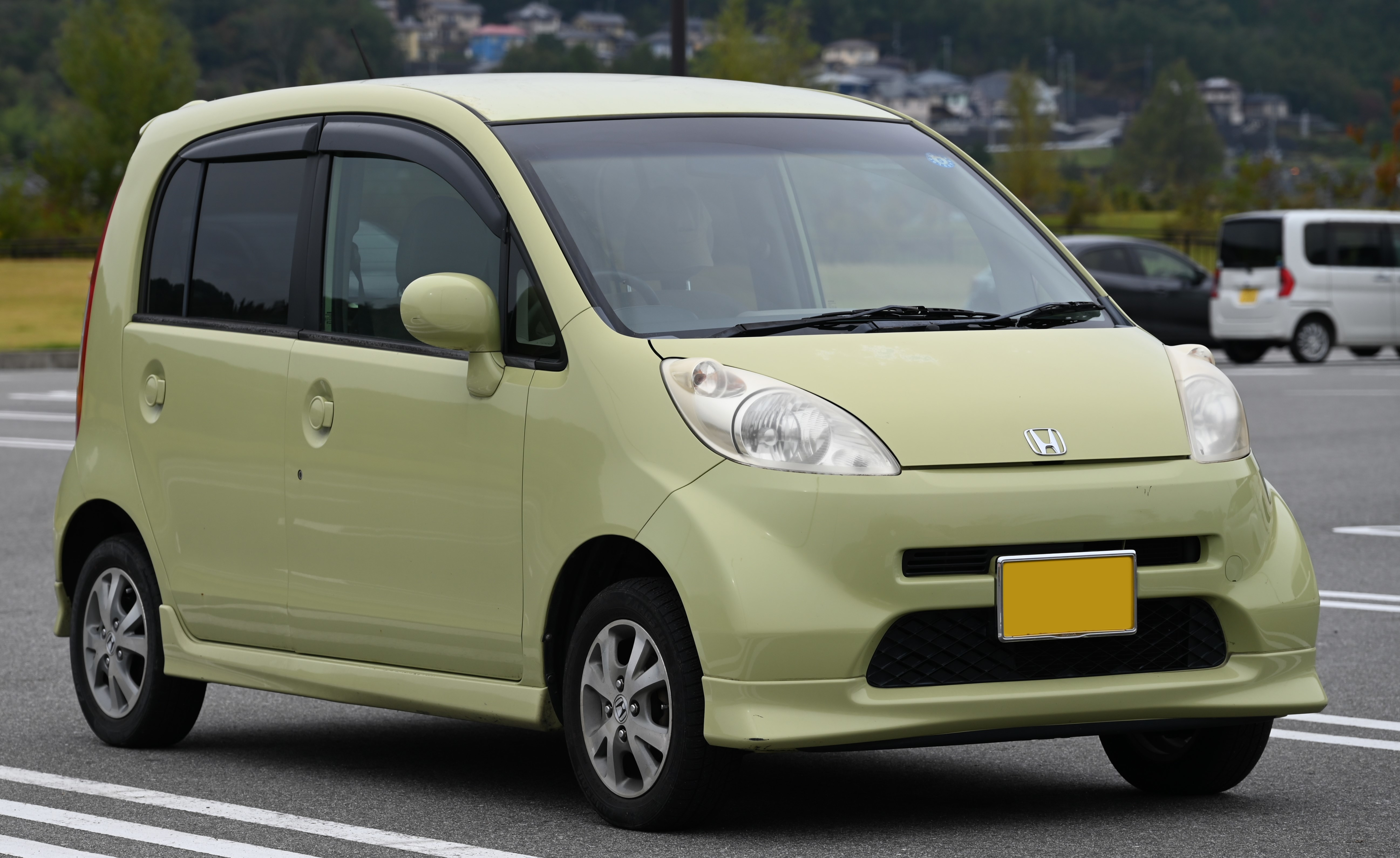
Honda Life von 2003

## Fünfte Generation (2008–2014)
Im November 2008 kam die fünfte Generation des Life auf den Markt. Er war erhältlich als: C, G, Pastel, Pastel Turbo, Diva und Diva Turbo. Angetrieben wurde der Life von einem 38 kW (52 PS) starken 3-Zylinder oder einem 47 kW (64 PS) starken 3-Zylinder (nur erhältlich für die Pastel- und Diva-Modelle). Beide Motoren hatten 658 cm³ Hubraum. Optional wurde auch hier ein 4-Gang-Automatikgetriebe sowie Allradantrieb angeboten. Außerdem stand ein Navigationssystem, eine Klimaanlage bzw. Klimaautomatik, Windabweiser für die Seitenscheiben, Nebelscheinwerfer, ein Bodykit, eine Sitzheizung und vieles mehr auf der Aufpreisliste.

### Modellübersicht

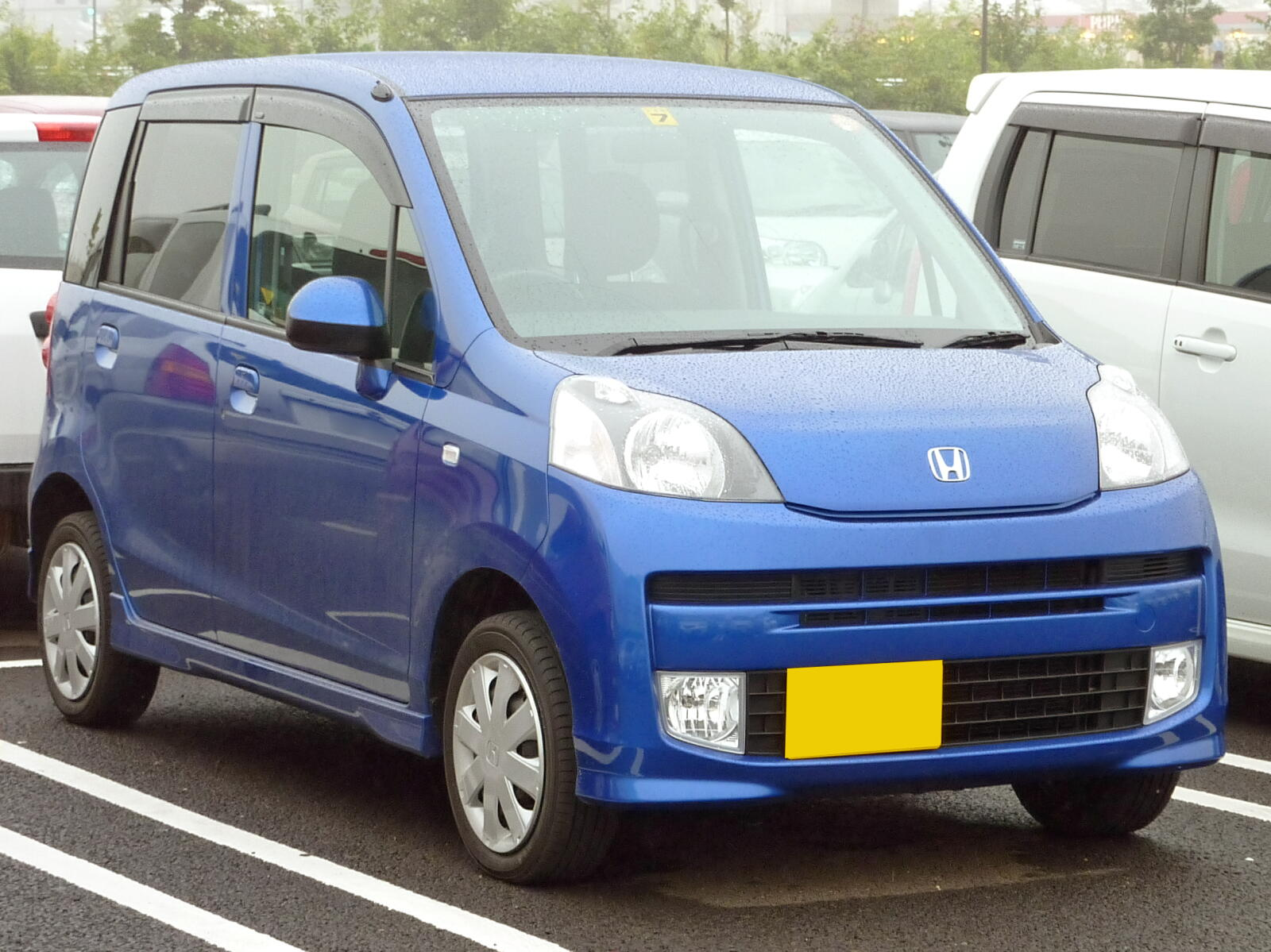
Honda Life Diva von 2009
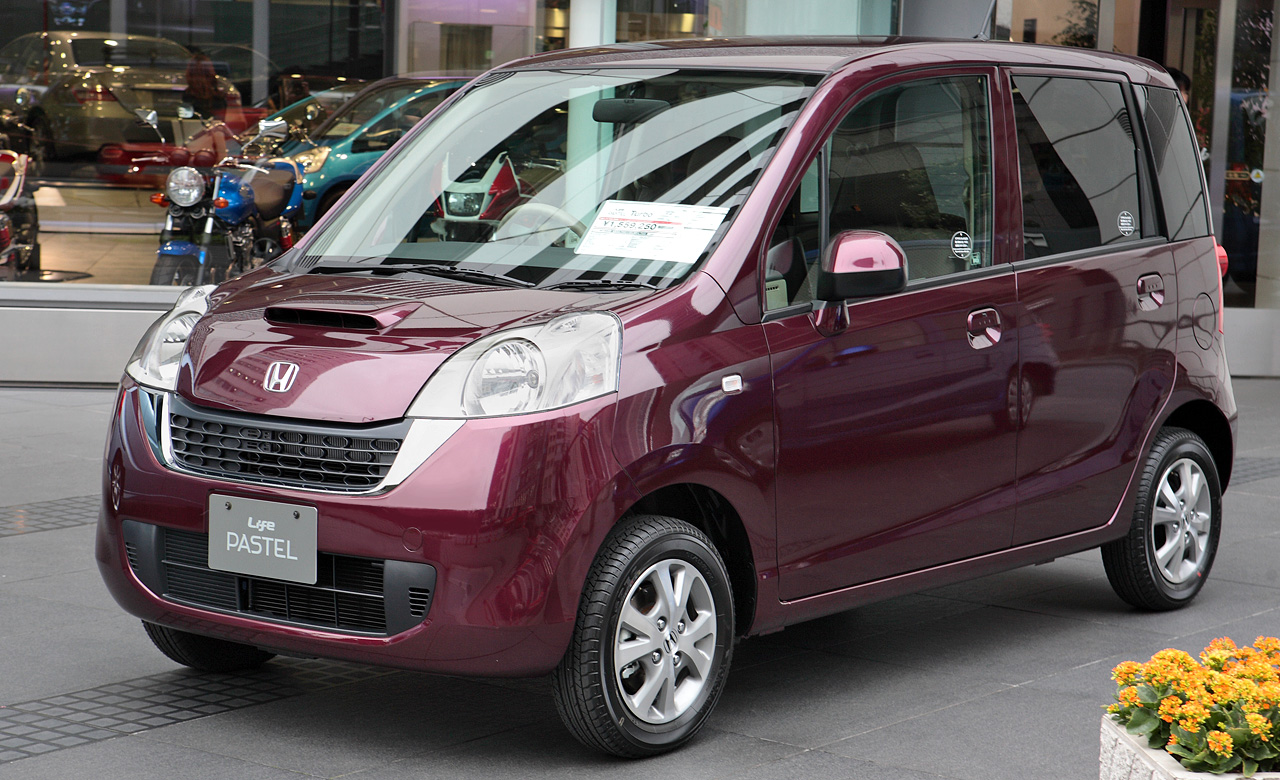
Honda Life Pastel von 2008
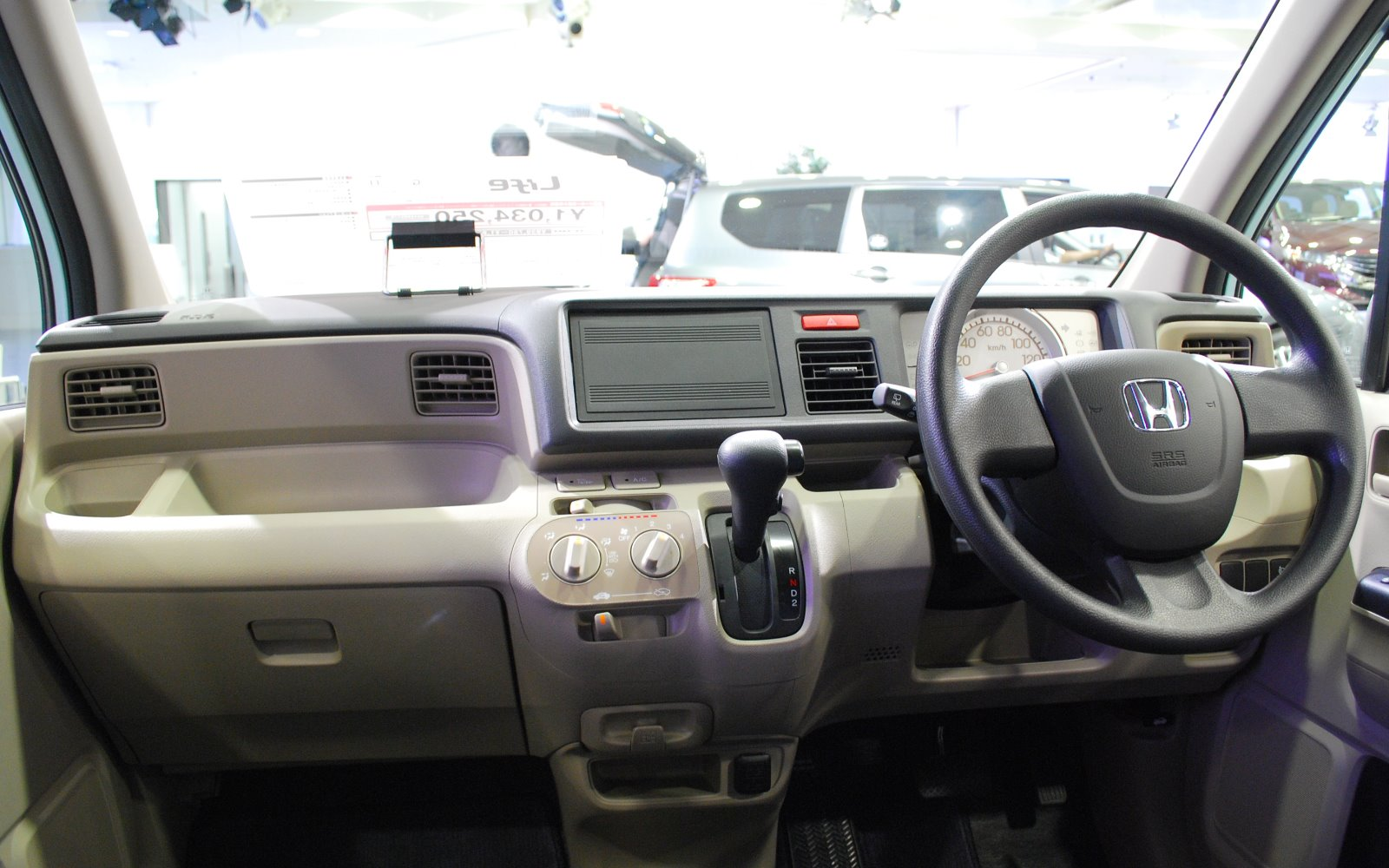
Innenraum eines Honda Life von 2008
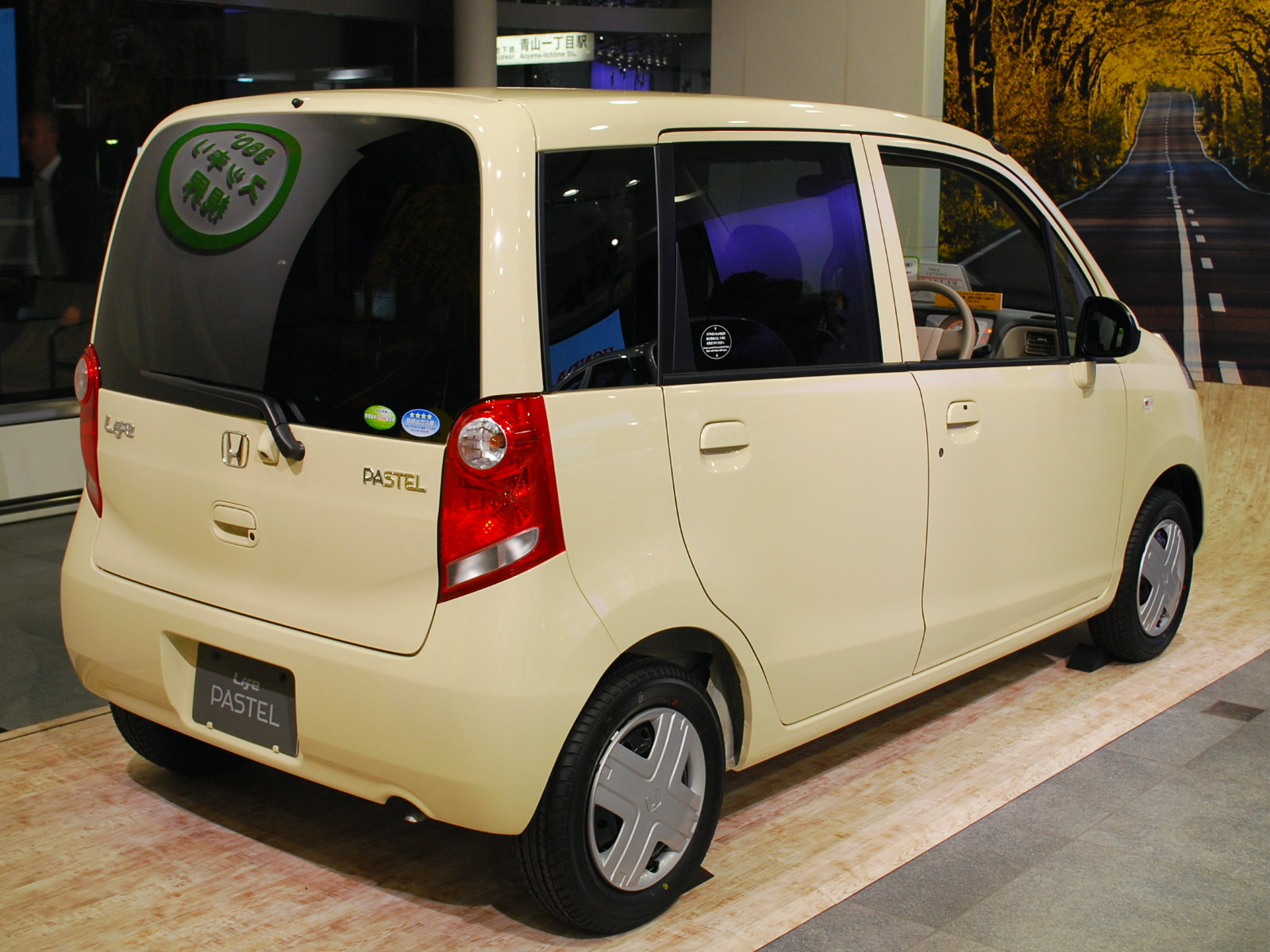
Heck eines Honda Life Pastel von 2008